# سیارک ۱۷۱۴۳۳
سیارک ۱۷۱۴۳۳ (به انگلیسی: 171433 Prothous، نامگذاری:2007RK35) صد و هفتاد و یک هزار و چهارصد و سی و سومین سیارک کشف شده‌است که در ۷ سپتامبر ۲۰۰۷ کشف شد.